# Panilla dispila
Panilla dispila är en fjärilsart som beskrevs av Walker 1865. Panilla dispila ingår i släktet Panilla och familjen nattflyn. Inga underarter finns listade i Catalogue of Life.